# Liste des matchs de l'équipe d'Ukraine de football par adversaire
Cette liste présente les matchs de l'équipe d'Ukraine de football par adversaire rencontré depuis sa création en 1992.
- Haut – A
- B
- C
- D
- E
- F
- G
- H
- I
- J
- K
- L
- M
- N
- O
- P
- Q
- R
- S
- T
- U
- V
- W
- X
- Y
- Z

## A

### Albanie
Confrontations entre l'Ukraine et l'Albanie :
| Date             | Lieu                   | Match             | Score | Compétition                                |
| 29 mars 1997     | Grenade Espagne        | Albanie - Ukraine | 0-1   | Qualifications pour la coupe du monde 1998 |
| 20 août 1998     | Kiev Ukraine           | Ukraine - Albanie | 1-0   | Qualifications pour la coupe du monde 1998 |
| 9 février 2005   | Tirana Albanie         | Albanie - Ukraine | 0-2   | Qualifications pour la Coupe du monde 2006 |
| 8 octobre 2005   | Dnipropetrovsk Ukraine | Ukraine - Albanie | 2-2   | Qualifications pour la coupe du monde 2006 |
| 7 Septembre 2024 | Kiev Ukraine           | Ukraine - Albanie |       | LIGUE DES NATIONS 24/25                    |
| 19 Novembre 2024 | Tirana Albanie         | Albanie - Ukraine |       | LIGUE DES NATIONS 24/25                    |

Bilan
- Total de matchs disputés : 4
- Victoires de l'équipe d'Ukraine : 3
- Victoires de l'équipe d'Albanie : 0
- Match nul : 1

### Allemagne
Confrontations entre l'équipe d'Allemagne de football et l'équipe d'Ukraine de football en matchs officiels :
| Date             | Lieu                     | Match               | Score | Compétition                                                     |
| 30 avril 1997    | Breme Allemagne          | Allemagne - Ukraine | 2-0   | Éliminatoires de la Coupe du monde 1998 (zone Europe - Gr. 9)   |
| 7 juin 1997      | Kiev Ukraine             | Allemagne - Ukraine | 0-0   | Éliminatoires de la Coupe du monde 1998 (zone Europe - Gr. 9)   |
| 10 novembre 2001 | Kiev Ukraine             | Ukraine - Allemagne | 1-1   | Éliminatoires de la Coupe du monde 2002 (zone Europe - Barrage) |
| 14 novembre 2001 | Dortmund Allemagne       | Allemagne - Ukraine | 4-1   | Éliminatoires de la Coupe du monde 2002 (zone Europe - Barrage) |
| 11 novembre 2011 | Kiev Ukraine             | Ukraine - Allemagne | 3-3   | Match amical                                                    |
| 12 juin 2016     | Villeneuve-d'Ascq France | Allemagne - Ukraine | 2-0   | Euro 2016 (groupe C)                                            |

Bilan
- Total de matchs disputés : 6
- Victoires de l'équipe d'Allemagne : 3
- Victoires de l'équipe d'Ukraine : 0
- Matchs nuls : 3
- Total de buts marqués par l'équipe d'Allemagne : 12
- Total de buts marqués par l'équipe d'Ukraine : 5

### Andorre
Confrontations entre l'Ukraine et l'Andorre :
| Date             | Lieu                       | Match             | Score | Compétition                                |
| 10 octobre 1998  | Andorre-la-Vieille Andorre | Andorre - Ukraine | 0-2   | Qualifications pour l'Euro 2000            |
| 5 juin 1999      | Kiev Ukraine               | Ukraine - Andorre | 4-0   | Qualifications pour l'Euro 2000            |
| 5 septembre 2009 | Kiev Ukraine               | Ukraine - Andorre | 5-0   | Qualifications pour la Coupe du monde 2010 |
| 14 octobre 2009  | Andorre-la-Vieille Andorre | Andorre - Ukraine | 0-6   | Qualifications pour la Coupe du monde 2010 |

Bilan
- Total de matchs disputés : 4
- Victoires de l'équipe d'Ukraine : 4
- Victoires de l'équipe d'Andorre : 0
- Match nul : 0

### Angleterre
Confrontations entre l'Ukraine et l'Angleterre :
| Date              | Lieu                   | Match                | Score | Compétition                                |
| 1er avril 2009    | Londres Angleterre     | Angleterre - Ukraine | 2-1   | Qualifications pour la Coupe du monde 2010 |
| 14 octobre 2009   | Dnipropetrovsk Ukraine | Ukraine - Angleterre | 1-0   | Qualifications pour la Coupe du monde 2010 |
| 19 juin 2012      | Donetsk Ukraine        | Angleterre - Ukraine | 1-0   | Euro 2012 (Groupe D)                       |
| 11 septembre 2012 | Wembley Angleterre     | Angleterre - Ukraine | 1-1   | Qualifications pour la Coupe du monde 2014 |
| 10 septembre 2013 | Kiev Ukraine           | Ukraine - Angleterre | 0-0   | Qualifications pour la Coupe du monde 2014 |
| 3 juillet 2021    | Rome Italie            | Ukraine - Angleterre | 0-4   | Euro 2021                                  |

Bilan
- Total de matchs disputés : 6
- Victoires de l'équipe d'Ukraine : 1
- Victoires de l'équipe d'Angleterre : 3
- Match nul : 2

### Arabie saoudite
Confrontations entre l'Ukraine et l'Arabie saoudite :
| Date         | Lieu               | Match                     | Score | Compétition                    |
| 19 juin 2006 | Hambourg Allemagne | Ukraine - Arabie saoudite | 4-0   | Coupe du monde 2006 (Groupe H) |

Bilan
- Total de matchs disputés : 1
- Victoires de l'équipe d'Ukraine : 1
- Victoires de l'équipe d'Arabie saoudite : 0
- Match nul : 0

### Arménie
Confrontations entre l'Ukraine et l'Arménie :
| Date             | Lieu           | Match             | Score | Compétition                                |
| 7 mai 1997       | Kiev Ukraine   | Ukraine - Arménie | 1-1   | Qualifications pour la Coupe du monde 1998 |
| 11 octobre 1997  | Erevan Arménie | Arménie - Ukraine | 0-2   | Qualifications pour la Coupe du monde 1998 |
| 14 octobre 1998  | Kiev Ukraine   | Ukraine - Arménie | 2-0   | Qualifications pour l'Euro 2000            |
| 9 juin 1999      | Erevan Arménie | Arménie - Ukraine | 0-0   | Qualifications pour l'Euro 2000            |
| 7 octobre 2000   | Erevan Arménie | Arménie - Ukraine | 2-3   | Qualifications pour la Coupe du monde 2002 |
| 5 septembre 2001 | Lviv Ukraine   | Ukraine - Arménie | 3-0   | Qualifications pour la Coupe du monde 2002 |
| 7 septembre 2002 | Erevan Arménie | Arménie - Ukraine | 2-2   | Qualifications pour l'Euro 2004            |
| 7 juin 2003      | Lviv Ukraine   | Ukraine - Arménie | 4-3   | Qualifications pour l'Euro 2004            |

Bilan
- Total de matchs disputés : 8
- Victoires de l'équipe d'Ukraine : 5
- Victoires de l'équipe d'Arménie : 0
- Match nul : 3

### Autriche
Confrontation entre les deux en officiel
| Date       | Lieu     | Match              | Score | Compétition          |
| ---------- | -------- | ------------------ | ----- | -------------------- |
| 21/06/2021 | Bucarest | Ukraine - Autriche | 0-1   | Euro 2020 (Groupe C) |

### Azerbaïdjan
Confrontations entre l'Ukraine et l'Azerbaïdjan :
| Date            | Lieu              | Match                 | Score | Compétition  |
| 28 février 2006 | Bakou Azerbaïdjan | Azerbaïdjan - Ukraine | 0-0   | Match amical |
| 15 août 2006    | Kiev Ukraine      | Ukraine - Azerbaïdjan | 6-0   | Match amical |

Bilan
- Total de matchs disputés : 2
- Victoires de l'équipe d'Ukraine : 1
- Victoires de l'équipe d'Azerbaïdjan : 0
- Match nul : 1

## B

### Belgique
Confrontations entre l'équipe de Belgique de football et l'équipe d'Ukraine de football
| Date         | Lieu                | Match              | Score | Compétition          |
| 26 juin 2024 | Stuttgart Allemagne | Ukraine - Belgique | 0-0   | Euro 2024 (groupe E) |

Bilan
- Total de matchs disputés : 1
- Victoires de l'équipe de Belgique : 0
- Victoires de l'équipe d'Ukraine : 0
- Matchs nuls : 1

### Biélorussie
Confrontations entre l'Ukraine et la Biélorussie :
| Date               | Lieu              | Match                 | Score | Compétition                                |
| 28 octobre 1992    | Minsk Biélorussie | Biélorussie - Ukraine | 1-1   | Match amical                               |
| 25 mai 1994        | Kiev Ukraine      | Ukraine - Biélorussie | 3-1   | Match amical                               |
| 24 mars 2001       | Kiev Ukraine      | Ukraine - Biélorussie | 0-0   | Qualifications pour la Coupe du monde 2002 |
| 1er septembre 2001 | Minsk Biélorussie | Biélorussie - Ukraine | 0-2   | Qualifications pour la Coupe du monde 2002 |
| 19 mai 2002        | Moscou Russie     | Biélorussie - Ukraine | 2-0   | Match amical                               |
| 6 septembre 2008   | Lviv Ukraine      | Ukraine - Biélorussie | 1-0   | Qualifications pour la Coupe du monde 2010 |
| 12 septembre 2009  | Minsk Biélorussie | Biélorussie - Ukraine | 0-0   | Qualifications pour la Coupe du monde 2010 |

Bilan
- Total de matchs disputés : 7
- Victoires de l'équipe d'Ukraine : 3
- Victoires de la équipe de Biélorussie : 1
- Match nul : 3

### Brésil
Confrontations entre le Brésil et l'Ukraine :
| Date           | Lieu             | Match            | Score | Compétition  |
| 7 octobre 2010 | Derby Angleterre | Brésil - Ukraine | 2-0   | Match amical |

Bilan
- Total de matchs disputés : 1
- Victoires de l'équipe du Brésil : 1
- Victoires de l'équipe de Ukraine : 0
- Match nul : 0

### Bulgarie
Confrontations entre l'Ukraine et la Bulgarie :
| Date          | Lieu           | Match              | Score | Compétition  |
| 3 juin 1994   | Sofia Bulgarie | Bulgarie - Ukraine | 1-1   | Match amical |
| 25 mai 1994   | Kiev Ukraine   | Ukraine - Bulgarie | 3-1   | Match amical |
| 26 avril 2000 | Sofia Bulgarie | Bulgarie - Ukraine | 0-1   | Match amical |

Bilan
- Total de matchs disputés : 3
- Victoires de l'équipe d'Ukraine : 2
- Victoires de la équipe de Bulgarie : 0
- Match nul : 1

## D

### Danemark
Confrontations entre l'Ukraine et le Danemark :
| Date             | Lieu                | Match              | Score | Compétition                                |
| 30 avril 2003    | Copenhague Danemark | Danemark - Ukraine | 1-0   | Match amical                               |
| 4 septembre 2004 | Copenhague Danemark | Danemark - Ukraine | 1-1   | Qualifications pour la Coupe du monde 2006 |
| 30 mars 2005     | Kiev Ukraine        | Ukraine - Danemark | 1-0   | Qualifications pour la Coupe du monde 2006 |

Bilan
- Total de matchs disputés : 3
- Victoires de l'équipe d'Ukraine : 1
- Victoires de l'équipe du Danemark : 1
- Match nul : 1

## Écosse

### Liste des rencontres officielles
| Date       | Lieu    | Match            | Score | Compétition                     |
| ---------- | ------- | ---------------- | ----- | ------------------------------- |
| 11/10/2006 | Kiev    | Ukraine - Écosse | 2-0   | Qualifications pour l'Euro 2008 |
| 13/10/2007 | Glasgow | Écosse - Ukraine | 3-1   | Qualifications pour l'Euro 2008 |
| 24/03/2022 | Glasgow | Écosse - Ukraine | 1 - 3 | Qualifications pour 2022 FIFA   |

### Émirats arabes unis

#### Confrontations
Confrontations entre les Émirats arabes unis et l'Ukraine :
|   | Date         | Lieu    | Match                         | Score | Compétition  |
| - | ------------ | ------- | ----------------------------- | ----- | ------------ |
| 1 | 26 août 1994 | Grassau | Ukraine - Émirats arabes unis | 1-1   | Match amical |

#### Bilan
Au 12 avril 2019 :
- Total de matchs disputés : 1
- Victoires des Émirats arabes unis : 0
- Matchs nuls : 1
- Victoires de l'Ukraine : 0
- Total de buts marqués par les Émirats arabes unis : 1
- Total de buts marqués par l'Ukraine : 1

### Espagne
Confrontations entre l'équipe d'Espagne de football et l'équipe d'Ukraine de football.
| Date              | Lieu    | Match             | Score | Compétition                    |
| 29 mars 2003      | Kiev    | Ukraine - Espagne | 2-2   | Éliminatoires de l'Euro 2004   |
| 10 septembre 2003 | Elche   | Espagne - Ukraine | 2-1   | Éliminatoires de l'Euro 2004   |
| 14 juin 2006      | Leipzig | Espagne - Ukraine | 4-0   | Coupe du monde 2006 (groupe H) |

Bilan
- Total de matchs disputés : 3
- Victoires de l'équipe d'Espagne : 2
- Victoires de l'équipe d'Ukraine : 0
- Matchs nuls : 1

### Estonie
Confrontations entre l'Ukraine et l'Estonie :
| Date             | Lieu            | Match             | Score | Compétition                     |
| 13 novembre 1994 | Kiev Ukraine    | Ukraine - Estonie | 3-0   | Qualifications pour l'Euro 1996 |
| 26 avril 1995    | Tallinn Estonie | Estonie - Ukraine | 0-1   | Qualifications pour l'Euro 1996 |

Bilan
- Total de matchs disputés : 2
- Victoires de l'équipe d'Ukraine : 2
- Victoires de l'équipe d'Estonie : 0
- Match nul : 0

## F

### France
Confrontations entre l'équipe de France de football et l'équipe d'Ukraine de football
| Date             | Lieu               | Match            | Score | Compétition                                                   |
| 27 mars 1999     | Saint-Denis France | France - Ukraine | 0-0   | Qualifications pour l'Euro 2000                               |
| 4 septembre 1999 | Kiev Ukraine       | Ukraine - France | 0-0   | Qualifications pour l'Euro 2000                               |
| 6 juin 2004      | Saint-Denis France | France - Ukraine | 1-0   | Match amical                                                  |
| 2 juin 2007      | Saint-Denis France | France - Ukraine | 2-0   | Qualifications pour l'Euro 2008                               |
| 21 novembre 2007 | Kiev Ukraine       | Ukraine - France | 2-2   | Qualifications pour l'Euro 2008                               |
| 6 juin 2011      | Donetsk Ukraine    | Ukraine - France | 1-4   | Match amical                                                  |
| 15 juin 2012     | Donetsk Ukraine    | Ukraine - France | 0-2   | Euro 2012 (Groupe D)                                          |
| 15 novembre 2013 | Kiev Ukraine       | Ukraine - France | 2-0   | Qualifications pour la Coupe du monde 2014 (Match de barrage) |
| 19 novembre 2013 | Saint-Denis France | France - Ukraine | 3-0   | Qualifications pour la Coupe du monde 2014 (Match de barrage) |
| 7 octobre 2020   | Saint-Denis France | France - Ukraine | 7-1   | Match amical                                                  |
| 24 mars 2021     | Saint-Denis France | France - Ukraine | 1-1   | Qualifications pour la coupe de monde 2022 (groupe D)         |
| 4 septembre 2021 | Kiev Ukraine       | Ukraine - France | 1-1   | Qualifications pour la coupe de monde 2022 (groupe D)         |

Bilan
- Total de matchs disputés : 12
- Victoires de l'équipe de France : 6
- Victoires de l'équipe d'Ukraine : 1
- Matchs nuls : 5

Les confrontations en matchs officiels ont presque toujours été dans le cadre de qualifications pour un Championnat d'Europe. À chaque fois la France s'est qualifiée et l'Ukraine a été éliminée.

## G

### Géorgie
Confrontations entre l'Ukraine et la Géorgie :
| Date             | Lieu             | Match             | Score | Compétition                                |
| 19 août 1998     | Kiev Ukraine     | Ukraine - Géorgie | 4-0   | Match amical                               |
| 20 mars 1999     | Tbilissi Géorgie | Géorgie - Ukraine | 0-1   | Match amical                               |
| 14 février 2001  | Tbilissi Géorgie | Géorgie - Ukraine | 0-0   | Match amical                               |
| 17 avril 2002    | Kiev Ukraine     | Ukraine - Géorgie | 2-1   | Match amical                               |
| 13 octobre 2004  | Lviv Ukraine     | Ukraine - Géorgie | 2-0   | Qualifications pour la Coupe du monde 2006 |
| 3 septembre 2005 | Tbilissi Géorgie | Géorgie - Ukraine | 1-1   | Qualifications pour la Coupe du monde 2006 |
| 6 septembre 2006 | Kiev Ukraine     | Ukraine - Géorgie | 2-2   | Qualifications pour l'Euro 2008            |
| 8 septembre 2007 | Tbilissi Géorgie | Géorgie - Ukraine | 1-1   | Qualifications pour l'Euro 2008            |
| 11 Octobre 2024  | Kiev Ukraine     | Ukraine - Géorgie |       | LIGUE DES NATIONS 24/25                    |
| 16 Novembre 2024 | Tbilissi Géorgie | Géorgie - Ukraine |       | LIGUE DES NATIONS 24/25                    |

Bilan
- Total de matchs disputés : 8
- Victoires de l'équipe d'Ukraine : 5
- Victoires de l'équipe de Géorgie : 0
- Match nul : 3

### Grèce
Confrontations entre l'Ukraine et la Grèce :
| Date             | Lieu            | Match           | Score | Compétition                                          |
| 12 octobre 2002  | Kiev Ukraine    | Ukraine - Grèce | 2-0   | Qualifications pour l'Euro 2004                      |
| 11 juin 2003     | Athènes Grèce   | Grèce - Ukraine | 1-0   | Qualifications pour l'Euro 2004                      |
| 9 octobre 2004   | Kiev Ukraine    | Ukraine - Grèce | 1-1   | Qualifications pour la Coupe du monde 2006           |
| 8 juin 2005      | Le Pirée Grèce  | Grèce - Ukraine | 0-1   | Qualifications pour la Coupe du monde 2006           |
| 14 novembre 2009 | Athènes Grèce   | Grèce - Ukraine | 0-0   | Qualifications pour la Coupe du monde 2010, barrages |
| 18 novembre 2009 | Donetsk Ukraine | Ukraine - Grèce | 0-1   | Qualifications pour la Coupe du monde 2010, barrages |

Bilan
- Total de matchs disputés : 6
- Victoires de l'équipe d'Ukraine : 2
- Victoires de l'équipe de Grèce : 2
- Match nul : 2

## I

### Italie
Confrontations entre l'Ukraine et l'Italie :
| Date              | Lieu                     | Match            | Score | Compétition                      |
| 17 octobre 2006   | Rome Italie              | Italie - Ukraine | 2-0   | Qualification Euro 2008          |
| 30 juin 2006      | Kaiserslautern Allemagne | Italie - Ukraine | 3-0   | Coupe du monde 2006 (1/4 finale) |
| 12 septembre 2023 | Milan Italie             | Italie - Ukraine | 2-1   | Éliminatoire euro 2024           |
| 20 novembre 2023  | Leverkusen Allemagne     | Ukraine - Italie | 0-0   | Éliminatoire euro 2024           |

Bilan
- Total de matchs disputés : 4
- Victoires de l'équipe d'Ukraine : 0
- Victoires de l'équipe d'Italie : 3
- Match nul : 1

### Irlande du Nord

#### Confrontations
Confrontations entre l'Ukraine et l'Irlande du Nord en matchs officiels :
|   | Date             | Lieu                     | Match                     | Score | Compétition                                                |
| 1 | 31 août 1996     | Belfast, Irlande du Nord | Irlande du Nord - Ukraine | 0-1   | Qualification pour la Coupe du monde 1998 (groupe 9)       |
| 2 | 2 avril 1997     | Kiev, Ukraine            | Ukraine - Irlande du Nord | 2-1   | Qualification pour la Coupe du monde 1998 (groupe 9)       |
| 3 | 16 octobre 2002  | Belfast, Irlande du Nord | Irlande du Nord - Ukraine | 0-0   | Qualification pour le Championnat d'Europe 2004 (groupe 6) |
| 4 | 6 septembre 2003 | Kiev, Ukraine            | Ukraine - Irlande du Nord | 0-0   | Qualification pour le Championnat d'Europe 2004 (groupe 6) |
| 5 | 16 juin 2016     | Décines-Charpieu, France | Ukraine - Irlande du Nord | 0-2   | Championnat d'Europe 2016 (groupe C)                       |

#### Bilan
| Rang | Équipe          | Pts | J | G | N | P | Bp | Bc | Diff |
| ---- | --------------- | --- | - | - | - | - | -- | -- | ---- |
| 1    | Ukraine         | 8   | 5 | 2 | 2 | 1 | 3  | 3  | 0    |
| 2    | Irlande du Nord | 5   | 5 | 1 | 2 | 2 | 3  | 3  | 0    |

## J

### Japon
Confrontations entre l'Ukraine et le Japon :
| Date             | Lieu  | Match           | Score | Compétition  |
| 21 mars 2002     | Ōsaka | Japon - Ukraine | 1-0   | Match amical |
| 12 décembre 2005 | Kiev  | Ukraine - Japon | 1-0   | Match amical |

Bilan
Total de matchs disputés : 2
- Victoire de l'équipe du Japon : 1
- Match nul : 0
- Victoire de l'équipe d'Ukraine : 1

## M

### Macédoine
| Date            | Lieu               | Match               | Score | Compétition                        |
| 12 octobre 2014 | Lviv, Ukraine      | Ukraine - Macédoine | 1-0   | Éliminatoires Euro 2016 (Groupe C) |
| 9 octobre 2015  | Skopje, Macédoine  | Macédoine - Ukraine | 0-2   | Éliminatoires Euro 2016 (Groupe C) |
| 17 juin 2021    | Bucarest, Roumanie | Ukraine - Macédoine | 2-1   | Euro 2020 (Groupe C)               |
| 16 juin 2023    | Skopje, Macédoine  | Macédoine - Ukraine | 2-3   | Éliminatoires Euro 2024 (Groupe C) |
| 14 octobre 2023 | Prague, Tchéquie   | Ukraine - Macédoine | -     | Éliminatoires Euro 2024 (Groupe C) |

Bilan
- Total de matchs disputés : 4
- Victoires de l'équipe de Macédoine: 0
- Matchs nuls : 0
- Victoires de l'équipe d'Ukraine : 4
- Total de buts marqués par l'équipe de Macédoine : 3
- Total de buts marqués par l'équipe d'Ukraine : 8

### Malte
| Date        | Lieu           | Match           | Score | Compétition  |
| 6 juin 2017 | Graz, Autriche | Ukraine - Malte | 0-1   | Match amical |

Bilan
- Total de matchs disputés : 1
- Victoires de l'équipe de Malte : 1
- Matchs nuls : 0
- Victoires de l'équipe d'Ukraine : 0
- Total de buts marqués par l'équipe de Malte : 1
- Total de buts marqués par l'équipe d'Ukraine : 0

### Monténégro
| Date            | Lieu                  | Match                | Score | Compétition                                                       |
| 16 octobre 2012 | Kiev, Ukraine         | Ukraine - Monténégro | 0-1   | Qualification pour la Coupe du monde 2014 (Zone Europe, groupe H) |
| 7 juin 2013     | Podgorica, Monténégro | Monténégro - Ukraine | 0-4   | Qualification pour la Coupe du monde 2014 (Zone Europe, groupe H) |

Bilan
- Total de matchs disputés : 2
- Victoires de l'équipe du Monténégro : 1
- Matchs nuls : 0
- Victoires de l'équipe d'Ukraine : 1
- Total de buts marqués par l'équipe du Monténégro : 1
- Total de buts marqués par l'équipe d'Ukraine : 4

## P

### Pays-Bas
Confrontations entre l'Ukraine et les Pays-Bas :
| Date          | Lieu               | Match              | Score | Compétition               |                   |                    |   |           |
| 24 mai 2008   | Rotterdam Pays-Bas | Pays-Bas - Ukraine | 3-0   | Match amical              |                   |                    |   |           |
| c11 août 2010 | Donetsk Ukraine    | Ukraine - Pays-Bas | 1-1   | Match amical 13 juin 2021 | Amsterdam Ukraine | Pays-Bas - Ukraine | - | Euro 2020 |

Bilan
- Total de matchs disputés : 3
- Victoires de l'équipe d'Ukraine : 0
- Victoires de l'équipe des Pays-Bas : 2
- Match nul : 1

### Pays de Galles
Confrontations entre l'équipe d'Ukraine de football et l'équipe du Pays de Galles de football :
| Date        | Lieu                   | Match                    | Score | Compétition                                         |
| 5 juin 2022 | Cardiff Pays de Galles | Pays de Galles - Ukraine | 1-0   | Éliminatoires de la Coupe du monde de football 2022 |

Bilan
- Total de matchs disputés : 1
- Victoires de l'équipe du Pays de Galles : 1
- Victoires de l'équipe d'Ukraine : 0
- Matchs nuls : 0

### Pologne
Confrontations entre l'équipe d'Ukraine de football et l'équipe de Pologne de football :
| Date             | Lieu             | Match             | Score | Compétition                        |
| 15 juillet 1998  | Kiev Ukraine     | Ukraine - Pologne | 1-2   | Match amical                       |
| 2 septembre 2000 | Kiev Ukraine     | Ukraine - Pologne | 1-3   | Qualifications Coupe du monde 2002 |
| 6 octobre 2001   | Chorzów Pologne  | Pologne - Ukraine | 1-1   | Qualifications Coupe du monde 2002 |
| 22 mars 2013     | Varsovie Pologne | Pologne - Ukraine | 1-3   | Qualifications Coupe du monde 2014 |
| 11 octobre 2013  | Kiev Ukraine     | Ukraine - Pologne | 1-0   | Qualifications Coupe du monde 2014 |
| 21 juin 2016     | Marseille France | Ukraine - Pologne | 0-1   | Euro 2016 (groupe C)               |

Bilan
- Total de matchs disputés : 6
- Victoires de l'équipe de Pologne : 3
- Victoires de l'équipe d'Ukraine : 2
- Matchs nuls : 1

### Portugal
Confrontations entre le Portugal et l'Ukraine :
| Date            | Lieu           | Match              | Score | Compétition                                |
| 5 octobre 1996  | Kiev Ukraine   | Ukraine - Portugal | 2-1   | Qualifications pour la coupe du monde 1998 |
| 9 novembre 1996 | Porto Portugal | Portugal - Ukraine | 1-0   | Qualifications pour la coupe du monde 1998 |

Bilan
- Total de matchs disputés : 2
- Victoires de l'équipe du Portugal : 1
- Victoires de l'équipe d'Ukraine : 1
- Match nul : 0

## R

### République Tchèque
| Date        | Lieu         | Match                         | Score | Compétition             |
| ----------- | ------------ | ----------------------------- | ----- | ----------------------- |
| 6 Sep 2018  | Prague       | République Tchèque vs Ukraine | 1-2   | LIGUE DES NATIONS 18/19 |
| 16 Oct 2018 | Kiev Ukraine | Ukraine - République Tchèque  | 1-0   | LIGUE DES NATIONS18/19  |
| 10 Sep 2024 | Prague       | République Tchèque vs Ukraine |       | LIGUE DES NATIONS 24/25 |
| 14 Oct 2024 | Kiev Ukraine | Ukraine - République Tchèque  |       | LIGUE DES NATIONS 24/25 |

### Roumanie
Confrontations entre l'équipe de Roumanie de football et l'équipe d'Ukraine de football
| Date         | Lieu             | Match              | Score | Compétition          |
| 17 juin 2024 | Munich Allemagne | Roumanie - Ukraine | 3-0   | Euro 2024 (groupe E) |

Bilan
- Total de matchs disputés : 1
- Victoires de l'équipe de Roumanie : 1
- Victoires de l'équipe d'Ukraine : 0
- Matchs nuls : 0

### Russie
Confrontations entre l'équipe de Russie de football et l'équipe d'Ukraine de football
| Date             | Lieu          | Match            | Score | Compétition                     |
| 5 septembre 1998 | Kiev Ukraine  | Ukraine - Russie | 3-2   | Qualifications pour l'Euro 2000 |
| 9 octobre 1999   | Moscou Russie | Russie - Ukraine | 1-1   | Qualifications pour l'Euro 2000 |

Bilan
- Total de matchs disputés : 2
- Victoires de l'équipe de Russie : 0
- Victoires de l'équipe d'Ukraine : 1
- Matchs nuls : 1

## S

### Serbie et Monténégro
Confrontations entre la Serbie et Monténégro et l'Ukraine :
| Date         | Lieu         | Match                          | Score | Compétition  |
| 17 août 2005 | Kiev Ukraine | Ukraine - Serbie-et-Monténégro | 2-1   | Match amical |

Bilan
- Total de matchs disputés : 1
- Victoires de l'équipe de Serbie et Monténégro : 0
- Victoires de l'équipe d'Ukraine : 1
- Match nul : 0

### Slovaquie
Confrontations entre l'équipe de Slovaquie de football et l'équipe d'Ukraine de football (Officielle)
| Date         | Lieu                            | Match               | Score | Compétition             |
| 7/09/14      | Kiev ( Ukraine)                 | Ukraine - Slovaquie | 0-1   | Qualification Euro 2016 |
| 7/09/15      | Bratislava ( Slovaquie)         | Slovaquie - Ukraine | 0-0   | Qualification Euro 2016 |
| 8/09/18      | Kiev ( Ukraine)                 | Ukraine - Slovaquie | 1-0   | Ligue Des Nation        |
| 16/11/18     | Bratislava ( Slovaquie)         | Slovaquie - Ukraine | 4-1   | Ligue Des Nation        |
| 26 juin 2024 | Francfort-sur-le-Main Allemagne | Slovaquie - Ukraine | 1-2   | Euro 2024 (groupe E)    |

Bilan
- Total de matchs disputés : 5
- Victoires de l'équipe de Slovaquie : 2
- Victoires de l'équipe d'Ukraine : 2
- Matchs nuls : 1

### Suède
Voici la liste des confrontations entre l'équipe d'Ukraine de football et l'équipe de Suède de football :
| Date         | Lieu              | Match           | Score | Compétition               |
| 11 juin 2012 | Kiev ( Ukraine)   | Ukraine - Suède | 2-1   | Euro 2012 (groupe D)      |
| 29 juin 2021 | Glasgow ( Écosse) | Suède - Ukraine | 1-2   | Euro 2021 (1/8 de Finale) |

Bilan
- Total de matchs disputés : 2
- Victoires de l'équipe de Suède : 0
- Victoires de l'équipe d'Ukraine : 2
- Match nul : 0

### Suisse
Confrontations entre l'équipe d'Ukraine de football et l'équipe de Suisse de football :
| Date         | Lieu              | Match            | Score       | Compétition                      |
| 26 juin 2006 | Cologne Allemagne | Suisse - Ukraine | 0-0 tab 0-3 | Coupe du monde 2006 (1/8 finale) |

Bilan
- Total de matchs disputés : 1
- Victoires de l'équipe de Suisse : 0 (0 %)
- Victoires de l'équipe d'Ukraine : 1 (100 %)
- Match nul : 0 (0 %)

## T

### Tunisie
Voici la liste des confrontations entre l'équipe d'Ukraine de football et l'équipe de Tunisie de football :

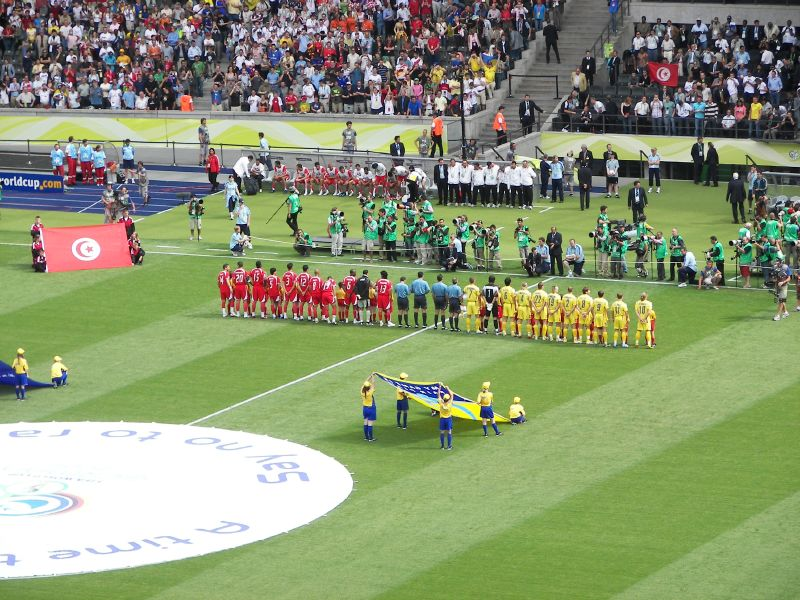
Équipes de Tunisie et d'Ukraine le 19 juin 2006

| Date         | Lieu                | Match             | Score | Compétition                    |
| 23 juin 2006 | Berlin ( Allemagne) | Ukraine - Tunisie | 1-0   | Coupe du monde 2006 (groupe H) |

Bilan
- Total de matchs disputés : 1
- Victoires de l'équipe de Tunisie : 0
- Victoires de l'équipe d'Ukraine : 1
- Match nul : 0